# 第1混成団
第1混成団（だいいちこんせいだん、JGSDF 1st Combined Brigade）は、陸上自衛隊那覇駐屯地（沖縄県那覇市）に駐屯していた西部方面隊隷下の混成団で第15旅団への改編に伴い、2010年（平成22年）3月25日に廃止された。

## 概要
1973年（昭和48年）10月に沖縄の本土復帰に合わせて沖縄へ移駐した臨時第1混成群（1972年（昭和47年）10月）と第6高射特科群（1973年（昭和48年）1月）を基幹として編成された。
第1混成団の中で最もよく知られた部隊が第101不発弾処理隊と第101飛行隊である。
第101不発弾処理隊は、沖縄戦の影響により、不発弾が多い地区を担当していることから、出動が多い。
第101飛行隊は部隊編成以来、離島の多い沖縄・奄美群島南部の急患輸送を続け、固定翼機やヘリコプターにより、北は奄美大島、東は大東諸島、西は与那国島に到る広大な地域の救急体制になくてはならない存在であった（八重山諸島の急患輸送は、現在海上保安庁石垣航空基地が行っているが、悪天候時は第101飛行隊が出動する）。また、第101飛行隊には、燃料タンクを増設して航続距離を伸ばした、UH-60JAヘリやCH-47J/JAヘリが配備されている。どちらも航続距離1,000km以上を誇り、第1混成群や西部方面普通科連隊を、軍事空白区域になっている先島諸島や尖閣諸島に無寄港で移動させることができ、災害時の被災民の輸送や、沖縄県の島嶼が占拠された際に最大限活用される。

## 沿革
- 1972年（昭和47年）
  - 3月1日：臨時第1混成群が北熊本駐屯地において編成完結。
  - 5月15日：沖縄返還。
  - 10月4日：臨時第1混成群が北熊本駐屯地から那覇駐屯地に移駐。
- 1973年（昭和48年）3月27日：臨時第1混成団準備本部が那覇駐屯地に編成。

第1混成団
- 1973年（昭和48年）10月16日：第1混成団が那覇駐屯地に新編。

1. 臨時第1混成団準備本部が第1混成団本部に改編。
2. 西部方面隊直轄の第6高射特科群を編入。

- 1974年（昭和49年）6月5日：第101後方支援隊補給整備隊弾薬班を特別不発弾処理隊に臨時編成。
- 1980年（昭和55年）3月25日：

1. 音楽隊が団本部付隊から独立し、団直轄部隊の第1混成団音楽隊に改編。
2. 保安警務隊が新編。

- 1993年（平成05年）3月30日：特別不発弾処理隊を第101不発弾処理隊に改編。

- 2006年（平成18年）3月：第1混成団第3科に「改編準備班」編成（旅団化準備）[1]。
- 2007年（平成19年）3月：第1混成団「旅団化改編準備室」編成（第3科から独立）。
- 2010年（平成22年）3月25日：第1混成団（那覇駐屯地）が、第15旅団への改編に伴い廃止。

## 廃止時の部隊編成
改編後の部隊を併記する。
- 混成団本部（那覇駐屯地） →  旅団司令部および同付隊へ改編。
  - 第1混成群 → 第51普通科連隊および第15施設中隊へ改編。
  - 第6高射特科群（八重瀬分屯地） → 直接支援隊は第15後方支援隊の隷下に編成替え。
  - 第101後方支援隊 → 第15後方支援隊および那覇駐屯地業務隊へ機能別改編。
  - 第101飛行隊（那覇飛行場） → 第15飛行隊へ改編。
  - 第101不発弾処理隊
  - 第430会計隊 → 西部方面会計隊隷下へ。
  - 第416基地通信隊 → 西部方面通信群隷下の「第322基地通信中隊」へ。
  - 第1混成団音楽隊 → 第15音楽隊へ改編。

## 主要幹部
| 代                      | 氏名                    | 在任期間                        | 出身校・期              | 前職                                                         | 後職                                                 |
| 臨時第1混成団準備本部長 | 臨時第1混成団準備本部長 | 臨時第1混成団準備本部長         | 臨時第1混成団準備本部長 | 臨時第1混成団準備本部長                                      | 臨時第1混成団準備本部長                              |
| ----------------------- | ----------------------- | ------------------------------- | ----------------------- | ------------------------------------------------------------ | ---------------------------------------------------- |
| -                       | 鬼澤薫                  | 1973年03月27日 - 1973年10月15日 | 陸士54期                | 陸上自衛隊富士学校普通科部長 →1973年3月16日 西部方面総監部付 | 第1混成団長 兼 那覇駐とん地司令                      |
| 第1混成団長             |                         |                                 |                         |                                                              |                                                      |
| 01                      | 鬼澤薫                  | 1973年10月16日 - 1974年06月30日 | 陸士54期                | 臨時第1混成団準備本部長                                      | 陸上幕僚監部第5部長                                  |
| 02                      | 桑江良逢                | 1974年07月01日 - 1976年08月01日 | 陸士55期                | 第1混成団副団長                                              | 第1混成団付 →1977年1月1日 退職 →退官後沖縄県議会議員 |
| 03                      | 徳久宗治                | 1976年08月02日 - 1978年06月30日 | 陸士57期                | 陸上自衛隊富士学校特科部長 →1977年7月1日 陸将昇任            | 陸上自衛隊関西地区補給処長 兼 宇治駐とん地司令       |
| 04                      | 阿野愼平                | 1978年07月01日 - 1980年03月16日 | 陸士58期                | 東部方面総監部幕僚副長                                       | 陸上自衛隊航空学校長 兼 明野駐とん地司令             |
| 05                      | 下田耕士                | 1980年03月17日 - 1981年07月31日 | 陸士59期                | 防衛大学校教授                                               | 陸上幕僚監部付 →1981年12月28日 退職                  |
| 06                      | 倉林昭三                | 1981年08月01日 - 1983年06月30日 | 陸士61期                | 自衛隊愛知地方連絡部長 →1982年7月1日 陸将昇任                | 陸上自衛隊関西地区補給処長 兼 宇治駐屯地司令         |
| 07                      | 黒田崧                  | 1983年07月01日 - 1985年06月30日 | 拓殖大学 昭和29年卒     | 東北方面総監部幕僚副長                                       | 自衛隊東京地方連絡部長                               |
| 08                      | 森敏彦                  | 1985年07月01日 - 1987年07月06日 | 九州大学 昭和30年卒     | 自衛隊福岡地方連絡部長                                       | 陸上自衛隊九州地区補給処長 兼 目達原駐屯地司令       |
| 09                      | 大東信祐                | 1987年07月07日 - 1989年03月15日 | 防大1期                 | 陸上自衛隊富士学校普通科部長                                 | 陸上自衛隊業務学校長 兼 小平駐屯地司令               |
| 10                      | 村田純一                | 1989年03月16日 - 1990年03月15日 | 防大2期                 | 陸上自衛隊少年工科学校長 兼 武山駐屯地司令                   | 陸上自衛隊幹部学校副校長 兼 企画室長                 |
| 11                      | 茂手木久倬              | 1990年03月16日 - 1992年06月15日 | 防大3期                 | 陸上自衛隊富士学校普通科部長                                 | 陸上自衛隊需品補給処長 兼 松戸駐屯地司令             |
| 12                      | 花岡正明                | 1992年06月16日 - 1994年03月22日 | 防大5期                 | 富士教導団長                                                 | 陸上幕僚監部付 →1994年4月1日 退職                    |
| 13                      | 瀬山博英                | 1994年03月23日 - 1995年06月29日 | 防大5期                 | 陸上自衛隊施設補給処長 兼 古河駐屯地司令                     | 退職                                                 |
| 14                      | 村田秀信                | 1995年06月30日 - 1997年06月30日 | 防大7期                 | 第1師団副師団長 兼 練馬駐屯地司令                            | 退職                                                 |
| 15                      | 小早川達彦              | 1997年07月01日 - 1998年06月30日 | 防大12期                | 第7師団副師団長 兼 東千歳駐屯地司令                          | 東部方面総監部幕僚長 兼 朝霞駐屯地司令               |
| 16                      | 椋木功                  | 1998年07月01日 - 2000年06月29日 | 防大16期                | 陸上幕僚監部教育訓練部 教育課長                              | 陸上幕僚監部調査部長                                 |
| 17                      | 廣瀬誠                  | 2000年06月30日 - 2002年03月21日 | 防大17期                | 西部方面総監部幕僚副長                                       | 陸上幕僚監部教育訓練部長                             |
| 18                      | 山口淨秀                | 2002年03月22日 - 2003年12月04日 | 防大17期                | 西部方面総監部幕僚副長                                       | 陸上幕僚監部監察官                                   |
| 19                      | 君塚栄治                | 2003年12月05日 - 2005年07月27日 | 防大20期                | 西部方面総監部幕僚副長                                       | 陸上幕僚監部人事部長                                 |
| 20                      | 藤崎護                  | 2005年07月28日 - 2007年03月31日 | 防大22期                | 東部方面総監部幕僚副長                                       | 統合幕僚監部総務部長                                 |
| 21                      | 武内誠一                | 2007年04月01日 - 2009年07月20日 | 防大24期                | 東北方面総監部幕僚副長                                       | 防衛研究所副所長                                     |
| 末                      | 反怖謙一                | 2009年07月21日 - 2010年03月25日 | 防大23期                | 陸上自衛隊研究本部総合研究部長                               | 第15旅団長                                           |